# Calendario chino
El calendario chino ( 陰陽曆 en chino tradicional, 阴阳历 en chino simplificado y yīn-yáng lì en pinyin)  es de tipo lunisolar, los meses son lunares, es decir que el primer día es el de la luna nueva y el día 15, el de luna llena; como en un año solar hay doce meses lunares y además una decena de días, se intercalan siete meses añadidos (闰月, rùnyuè) a lo largo de diecinueve años, para acordarlo con el calendario solar.
Las características típicas de los primeros calendarios incluyen el uso de un ciclo sexagesimal basada en la tabla ganzhi del sistema de ciclos repetitivos de Troncos celestiales y Ramas terrenales. La lógica de las diversas permutaciones del calendario chino se ha basado en consideraciones técnicas de matemáticas y astronomía, filosóficas y políticas, y las disparidades resultantes entre los distintos calendarios son significativas y notables. También se conocen varios sistemas de calendario similares de diversas regiones o grupos étnicos de Asia Central, Asia Meridional y otras zonas. De hecho, el calendario chino ha influido y se ha visto influido en la mayor parte del mundo actual. Una característica especialmente popular es el zodíaco chino. El calendario y la horología chinos incluyen métodos polifacéticos para computar años, épocas, meses, días y horas (con la horología moderna incluso dividiendo los segundos).
Las épocas son una de las características más importantes de los sistemas calendáricos. Una época es un punto concreto en el tiempo que un sistema de calendario puede utilizar como referencia temporal inicial, permitiendo la numeración consecutiva de los años a partir de un año, fecha u hora de inicio elegidos: esto se conoce como época, en el sistema de calendario chino, algunos ejemplos son la inauguración de Huangdi o el nacimiento de Confucio. Además, muchas dinastías tenían sus propios sistemas de datación, que podían incluir épocas regias basadas en la inauguración de una dinastía, la entronización de un monarca en particular, o épocas designadas arbitrariamente debido a consideraciones políticas o de otro tipo, como el deseo de un cambio de suerte.
Las variaciones del calendario lunisolar son una característica especialmente destacada del sistema del calendario chino. El tema del calendario chino incluye varios tipos tradicionales del calendario chino, de los cuales particularmente prominentes son , identificando años, meses y días de acuerdo con fenómenos astronómicos y cálculos, con generalmente un esfuerzo especial para correlacionar los ciclos solares y lunares experimentados en la tierra - pero que se sabe que matemáticamente requieren cierto grado de aproximación. Una de las principales características de algunos sistemas calendáricos tradicionales en China (y en otros lugares) era la idea del ciclo sexagesimal. El calendario lunisolar chino ha tenido varias variaciones significativas a lo largo del tiempo y de la historia, y a pesar del nombre también tiene en cuenta otros fenómenos astronómicos además de los ciclos del sol y la luna, como los planetas y las constelaciones (o mansiones) de asterismos a lo largo de la eclíptica. Muchas fiestas chinas español y modernas han sido determinadas por un calendario lunisolar o consideraciones del calendario lunisolar, ahora generalmente combinadas con consideraciones del calendario más modernas.
Los calendarios solares y agrícolas tienen una larga historia en China. En China se conocían sistemas de calendarios puramente lunares, pero tendían a ser de utilidad limitada y no gozaban de gran aceptación entre los agricultores que, con fines agrícolas, necesitaban centrarse en la previsibilidad de las estaciones para la siembra y la cosecha y, por tanto, elaborar un calendario agrícola útil. Los calendarios solares chinos eran especialmente útiles para la agricultura y el seguimiento de las estaciones. La publicación de almanaques polivalentes y agrícolas es una antigua tradición en China.
La horología del calendario chino también incluye variaciones del calendario chino moderno, influenciado por el calendario gregoriano. Las variaciones incluyen metodologías de la  y Taiwán.

## Estructura

### Épocas
El uso de épocas en el sistema calendárico permite establecer un punto de partida cronológico a partir del cual comenzar la numeración continua de las fechas posteriores. En ocasiones se ha utilizado una nomenclatura similar a la de la era cristiana:
| Época                                | Nombre chino                   | Inicio                                    | Año 1               | 2025 CE es el año... |
| ------------------------------------ | ------------------------------ | ----------------------------------------- | ------------------- | -------------------- |
| Año del Emperador Amarillo (Huángdì) | 黄帝紀年                       | Emperador Amarillo (YE) comenzó a reinar. | 2697 AEC o 2698 AEC | 4722 o 4723          |
| Año Yáo                              | 唐堯紀年                       | Emperador Yao comenzó a reinar            | 2156 AEC            | 4181                 |
| Año Gònghé                           | 共和紀年                       | Regencia de Gonghe comenzó                | 841 AEC             | 2866                 |
| Año de Confucio                      | 孔子紀年                       | Año de nacimiento de Confucio             | 551 AEC             | 2576                 |
| Año de unidad                        | en chino tradicional, 統一紀年 | Qin Shi Huang comenzó a reinar            | 221 AEC             | 2246                 |

Ninguna fecha de referencia es universalmente aceptada. La más popular es el calendario gregoriano.
Durante el siglo XVII, las misiones jesuitas en China intentaron determinar el año de época del calendario Han. En su Sinicae historiae decas prima (publicado en Múnich en 1658), Martino Martini (1614-1661) fechó la ascensión del Emperador Amarillo en 2697 a. C. e inició el calendario chino con el reinado de Fuxi (que, según Martini, comenzó en 2952 a. C.).
La Tabla cronológica de los monarcas chinos (Tabula chronologica monarchiae sinicae) de Philippe Couplet de 1686 daba la misma fecha para el Emperador Amarillo. Las fechas de los jesuitas suscitaron interés en Europa, donde se utilizaron para compararlas con la cronología bíblica.[cita requerida] La cronología china moderna ha aceptado en general las fechas de Martini, excepto que suele situar el reinado del Emperador Amarillo en 2698 a. C. y omite a sus predecesores Fuxi y Shennong por ser "demasiado legendarios para incluirlos".
Las publicaciones comenzaron a utilizar la fecha estimada de nacimiento del Emperador Amarillo como primer año del calendario Han en 1903, con periódicos y revistas proponiendo fechas diferentes. La provincia de Jiangsu contó 1905 como el año 4396 (usando un año 1 de 2491 AEC, e implicando que 2025 CE es 4516), y el periódico Ming Pao (en chino tradicional, 明報) consideró 1905 como el año 4603 (utilizando un año 1 de 2698 AEC, e implicando que 2025} CE es 4723).[cita requerida] Liu Shipei (劉師培, 1884-1919) creó el Calendario del Emperador Amarillo (黃帝紀元, 黃帝曆 o 軒轅紀年), con el año 1 como el nacimiento del emperador (que él determinó como 2711 AEC, lo que implica que 2025 CE es 4736). No hay pruebas de que este calendario se utilizara antes del siglo XX. Liu calculó que la expedición internacional de 1900 enviada por la Alianza de las Ocho Naciones para reprimir la Rebelión de los Bóxers entró en Pekín en el año 4611 del Emperador Amarillo.
Los taoístas adoptaron posteriormente el Calendario del Emperador Amarillo y lo denominaron Calendario Tau (道曆).
El 2 de enero de 1912, Sun Yat-sen anunció cambios en el calendario oficial y en la era. El 1 de enero era el año 14 Shíyīyuè 4609 Huángdì, suponiendo un año 1 de 2698 AEC, lo que hacía 2025 CE año 4723. Muchas comunidades chinas de ultramar como Chinatown de San Francisco adoptaron el cambio.

### Elementos
El calendario tiene una estructura de años, meses y días. Los elementos clave son los días, los meses lunares y los años solares. El calendario chino es un calendario lunisolar, parecido a los calendarios hinduista y hebreo.
- día, se basa en la rotación terrestre. En el calendario chino, el día empieza a la medianoche.
- mes, se basa en la trayectoria de la Luna. En el calendario chino, el mes empieza en la fase de luna nueva. Un mes tiene aproximadamente 2917/32 días.
- fecha, el número del día en el mes. Se cuentan correlativamente del 1 al 29 o al 30.
- año, se basa en la traslación de la Tierra. En el calendario chino, el año empieza en el solsticio de invierno. Un año tiene 36531/128 días.
- zodiaco, 1/12 año, 30° de longitud eclíptica. Un zodiaco tiene 307/16 días. El zodiaco en el calendario chino está a 45° de distancia del zodiaco babilónico.
- término solar, 1/24 año, 15° de longitud eclíptica, un concepto único de manejo de los meses en el calendario chino. Un término solar tiene 157/32 días.
- mes de calendario, el número del mes en el año. Los meses se cuentan de acuerdo al número del zodiaco; algunos meses se pueden repetir.
- año de calendario, el año de acuerdo al propósito cultural o religioso. En el calendario chino, los años de calendario empiezan del día de la Luna nueva más cercana al día intermedio entre el solsticio de invierno y el equinoccio de primavera]] (entre el 22 de enero y el 19 de febrero). Un año de calendario tiene 353/354/355 o 383/384/385 días.

### Características
Los movimientos del Sol, la Luna, Mercurio, Venus, Marte, Júpiter y Saturno (conocidos como las siete luminarias) son las referencias para los cálculos del calendario.
- La distancia entre Mercurio y el Sol es inferior a 30° (la altura del Sol en chénshí: en chino, 辰時, de 8:00 a 10: 00 por la mañana), por lo que a Mercurio se le llamaba a veces "estrella chen" (en chino, 辰星); se le conoce más comúnmente como "estrella de agua" (en chino, 水星).
- Venus aparece al amanecer y al atardecer y se conoce como "estrella brillante" (en chino tradicional, 啟明星; en chino simplificado, 启明星) o "estrella larga" (en chino tradicional, 長庚星; en chino simplificado, 长庚星).
- Marte tiene color rojo por lo que se le conoce como la "estrella de fuego" (en chino simplificado, 荧惑星|t=熒惑星}} o en chino simplificado, 火星). En la mitología china, Marte es el castigador. Cuando Marte está cerca de la estrella Antares, de color rojo (de hecho Antares significa anti-Ares: anti-Marte), es un mal presagio y puede pronosticar la muerte de un emperador o la destitución de un canciller (en chino, 荧惑守心}}).
- El período de revolución de Júpiter es de 11,86 años, por lo que Júpiter recibe el nombre de "estrella de la edad" (en chino tradicional, {linktext; en chino simplificado, 岁星}}); 30° de la revolución de Júpiter equivalen aproximadamente a un año en la Tierra.
- El período de revolución de Saturno es de unos 28 años. Conocida como la "estrella guardiana" (en chino, 鎮星), Saturno custodia cada año una de las 28 mansiones.

La Osa Mayor es la brújula celeste, y la dirección de su mango determina la estación y el mes.
Las estrellas se dividen en 3 recintos y 28 mansiones según su ubicación en el cielo respecto a la Osa Menor, en el centro. Cada mansión se nombra con un carácter que describe la forma de su principal asterismo.
Los Tres Recintos son Prohibido Púrpura (en chino, 紫微),
Palacio Supremo (en chino, 太微), y
Mercado Celestial (en chino, 天市).
Las mansiones orientales son en chino, 角,
en chino, 亢,
en chino, 氐,
en chino, 房,
en chino, 心,
en chino, 尾,
en chino, 箕. Las mansiones del sur son en chino, 井,
en chino, 鬼,
en chino, 柳,
en chino, 星,
en chino, 張,
en chino, 翼,
en chino, 轸. Las mansiones occidentales son en chino, 奎,
en chino, 婁,
en chino, 胃,
en chino, 昴,
en chino, 畢,
en chino, 參,
en chino, 觜. Las mansiones del norte son en chino, 斗,
en chino, 牛,
en chino, 女,
en chino, 虛,
en chino, 危,
en chino, 室,
en chino, 壁. La Luna recorre aproximadamente una mansión lunar al día, por lo que las 28 mansiones también se utilizaban para contar los días. En la dinastía Tang, Yuan Tiangang (en chino, 袁天罡) emparejó las 28 mansiones, las siete luminarias y los signos animales anuales para dar lugar a combinaciones como "cuerno-madera-dragón inundado" (en chino, 角木蛟).

## Origen
Antes del I milenio a. C. se introdujo el calendario de cinco ciclos de doce meses regidos por animales distintivos: Rata,
Buey,
Tigre,
Liebre,
Dragón,
Serpiente,
Caballo,
Oveja,
Mono,
Gallo,
Perro y
Cerdo.
Las veintiocho mansiones (èrshíbā xiù) son las constelaciones del zodiaco lunar chino. Dependiendo del día y hora de nacimiento de la persona, la Luna estará en alguna de las casas lunares, que, según la astrología china, determina a cada persona.
Algunos atribuyen el origen del calendario chino tradicional a la civilización Xia, que ocupaba la región durante el siglo XXII a. C., mientras que otros lo atribuyen directamente al mítico Huangdi, unificador y primer emperador de China, que vivió en el siglo XXVI a. C.
Los historiadores sitúan sus orígenes hacia esto la mitad de la dinastía Shang (1300 a. C.), cuando se tiene primera constancia documental de la utilización de las cuentas cíclicas para los días.	
El problema para los sabios astrónomos chinos fue el mismo que para el resto de los pueblos antiguos: intentar combinar los movimientos de la luna y del sol, ciclos siempre difíciles de congeniar. El calendario chino tradicional era lunar, pero ello causaba graves problemas a los agricultores porque no había forma de fijar las estaciones en él.
Como para el resto de culturas, la búsqueda de un calendario que reflejara correctamente las estaciones era fundamental para la agricultura, por lo cual los pueblos buscaron maneras de observar el movimiento de los astros y reflejarlo en un sistema cronológico de días completos.
Pasaron los siglos y hacia el año 104 a. C., por medio de sistemas de observación y de medición de las sombras proyectadas por un palo vertical (gnomon), los antiguos astrónomos chinos llegaron a estimar la duración del año en 365,2509 días, una aproximación excelente para la época. Ya sobre el año 480 de nuestra era, el gran sabio Zu Chongzhi lo estableció en 365,2428 días, con un exceso de tan sólo 52 segundos sobre el valor vigente (365,2422). Pero hay variaciones.
El año chino ordinario consta de 12 meses lunares, cuya duración oscila entre 353 y 355 días. Cada tres años se intercala un año con un mes adicional, resultando un año entre 383 y 385 días; este año de trece meses se llama año embolismal.

## Actualidad
La República de China (1912-1949) adoptó oficialmente el calendario gregoriano en 1912, pero por conservarse ciertas costumbres populares y por la ocupación del norte de la China por los señores de la guerra, hasta el 1 de enero de 1929 no se aplicó en todo el país. También se adoptó como hora oficial la de los primeros puertos abiertos a los occidentales, en la costa este (120° de longitud este), y no la de Pekín.

### Día, hora, y semana
En el calendario chino, los días comienzan a medianoche y terminan a la medianoche siguiente, pero las personas tienden a considerar que el día comienza al amanecer. En la China antigua, el tiempo se dividía según el sistema diurno shí-kè y el nocturno gēng-diǎn. De esta manera, un día equivalía a 12 shí, 100 kè, 10 gēng o 60 diǎn. También se utilizaba la subunidad fēn, equivalente a 1/60 de kè, o 1/6000 de día.
Actualmente, los días se dividen con el sistema. hora-minuto-segundo y se agrupan en semanas de 7 días y los días de la semana se marcan con el número ordinal exceptuando el domingo.
| Estilo Castellano equivalente | Estilo 1        | Estilo 1                 | Estilo 1             | Estilo 2 | Estilo 2                   | Estilo 2     | Estilo 2     | Estilo 2     | Estilo 2     |
| Estilo Castellano equivalente | 漢字            | Significado              | Pinyin               | 漢字     | Significado                | 読み Japonés | 読み Japonés | 한글 Coreano | 한글 Coreano |
| ----------------------------- | --------------- | ------------------------ | -------------------- | -------- | -------------------------- | ------------ | ------------ | ------------ | ------------ |
| Lunes                         | 星期一          | Primer día de la semana  | Xīngqī/qí yī         | 月曜日   | Día de la luna             | げつようび   | Getsu yōbi   | 월 요일      | Wol yoil     |
| Martes                        | 星期二          | Segundo día de la semana | Xīngqī/qí èr         | 火曜日   | Día del fuego (Marte)      | かようび     | Ka yōbi      | 화 요일      | Hwa yoil     |
| Miércoles                     | 星期三          | Tercer día de la semana  | Xīngqī/qí sān        | 水曜日   | Día del agua (Mercurio)    | すいようび   | Sui yōbi     | 수 요일      | Su yoil      |
| Jueves                        | 星期四          | Cuarto día de la semana  | Xīngqī/qí sì         | 木曜日   | Día de la madera (Júpiter) | もくようび   | Moku yōbi    | 목 요일      | Mog yoil     |
| Viernes                       | 星期五          | Quinto día de la semana  | Xīngqī/qí wǔ         | 金曜日   | Día del metal (Venus)      | きんようび   | Kin yōbi     | 금 요일      | Geum yoil    |
| Sábado                        | 星期六          | Sexto día de la semana   | Xīngqī/qí liù        | 土曜日   | Día de la tierra (Saturno) | どようび     | Do yōbi      | 토 요일      | To yoil      |
| Domingo                       | 星期日 O 星期天 | Día icónico de la semana | Xīngqīrì /Xīngqītiān | 日曜日   | Día del sol                | にちようび   | Nichi yōbi   | 일 요일      | Il yoil      |